# Pedro Fernández de Castro «Potestad»

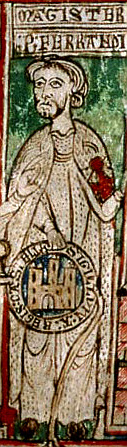
Pedro Fernández, primer Maestre de la Orden de Santiago, en una miniatura (después de 1174) del Tumbo menor de Castilla

Pedro Fernández de Castro Potestad, también llamado Pedro Fernández de Fuentecalada (Fuente Encalada ca. 1115–1184), destacado miembro de la Casa de Castro (hijo de Fernando García de Hita y Estefanía Armengol), fue el primer maestre de la Orden de Santiago y fundador del monasterio de Santa Cruz de Valcárcel en la provincia de Burgos. 

## Orígenes familiares
Fue hijo de Fernando García de Hita y de su esposa Estefanía Armengol. Sus abuelos paternos fueron, según varios genealogistas, especialmente Jaime de Salazar y Acha, el conde García Ordóñez y la infanta Urraca Garcés, hija del rey García Sánchez III de Pamplona y la reina Estefanía, y los abuelos maternos  el conde Ermengol V de Urgel y María Pérez.

## Biografía
Combatió en el ejército de Alfonso VII de León en la conquista de Aurelia y Alharilla, cercanas a la actual Santa Cruz de la Zarza. Más tarde, en 1146, asistió a la ocupación de Baeza y al desembarco de Almería, que hizo caer esta importante plaza, puerto principal de la marina musulmana e importante astillero de su flota de guerra. Estuvo después de peregrino en Tierra Santa, donde conoció de cerca la existencia de los Caballeros Cruzados y concibió la idea de crear una nueva orden militar dedicada a proteger el sepulcro del apóstol Santiago y el camino que conduce a él.

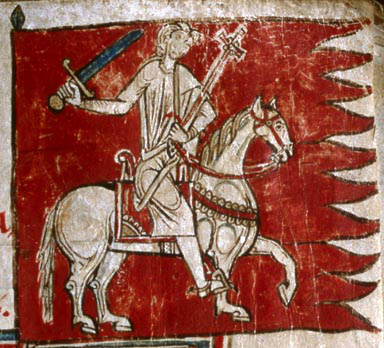
Pendón primitivo de la Orden de Santiago (c. 1175). Tumbo menor de Castilla.

El 4 de agosto de 1165, junto con su mujer, María Pérez de Lara, su hermana Urraca Fernández de Castro y sus hijos, donaron al abad Miguel la casa de Santa Cruz de Valcárcel para fundar en ella un monasterio de monjas o frailes. Confirmaron la donación, los hermanos de su esposa, Nuño Pérez de Lara y Álvaro Pérez de Lara, Gómez González de Manzanedo conde en la Bureba, esposo de Milia Pérez de Lara, su cuñada, su medio hermano Gutierre Fernández de Castro; y sus sobrinos, Fernando Rodríguez de Castro el Castellano y Pedro Rodríguez de Castro, ambos hijos de su medio hermano Rodrigo Fernández de Castro el Calvo. 

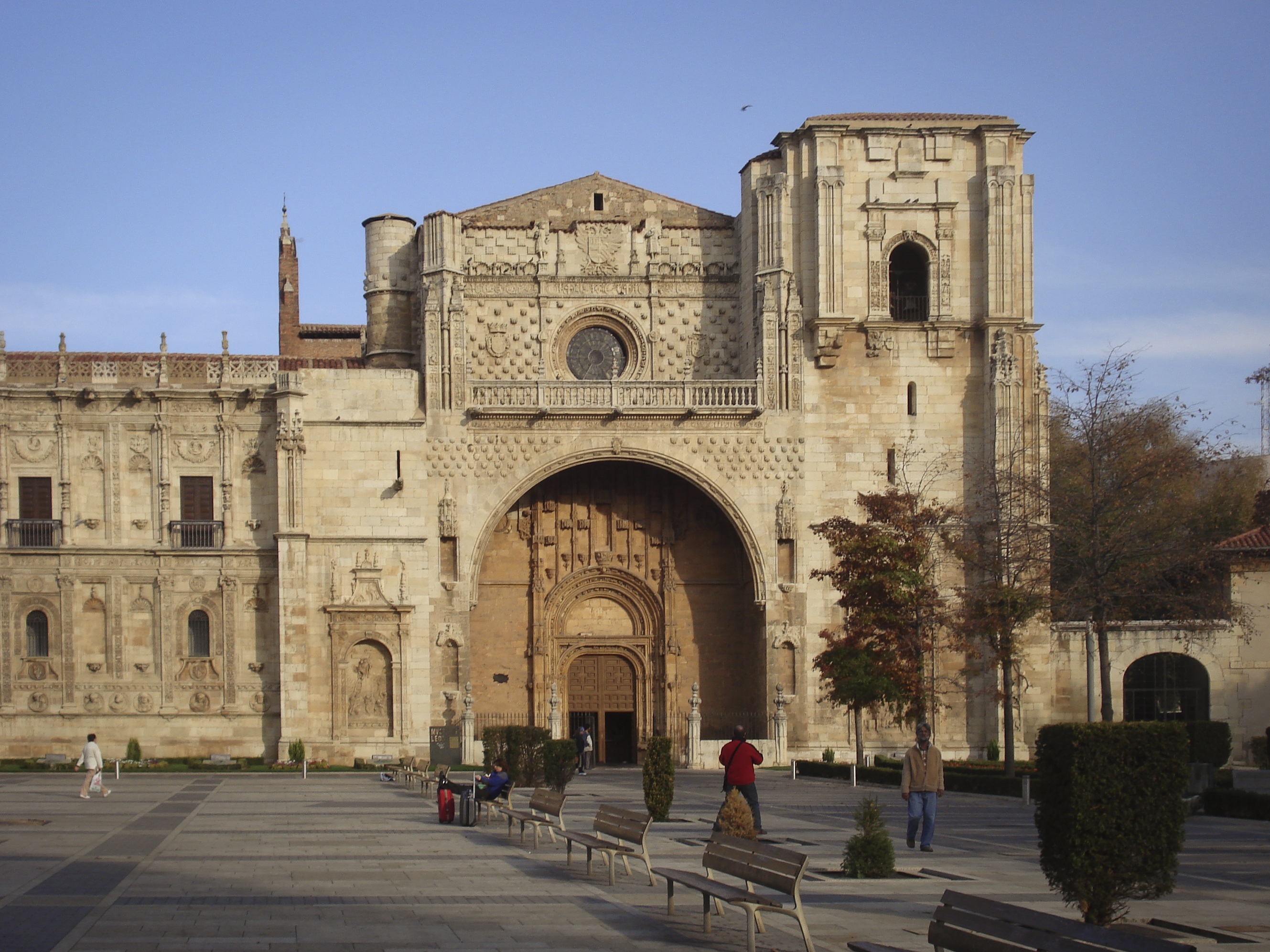
Convento de San Marcos en León donde recibió sepultura el primer maestre de la Orden de Santiago

A los cincuenta y pocos años de edad, Pedro Fernández consiguió realizar su proyecto en la ciudad de Cáceres, la creación de una orden religioso-militar, la Orden de Santiago. El espíritu de la nueva Orden, nacida en los tiempos duros de la invasión almohade que amenazaba con ocupar nuevamente la península ibérica, es muy semejante al de la Orden del Temple, a la que Pedro Fernández había conocido en Tierra Santa. Mientras impulsaba la Orden de Santiago, su mujer e hija Elo profesaron como monjas en el monasterio de Santa Cruz de Valcárcel, fundado por él y su esposa.
Francisco de Rades y Andrada, en su crónica de las órdenes militares, recoge la noticia de su muerte en 1184 y su entierro en la capilla mayor del Convento de San Marcos en León

## Matrimonio y descendencia
Casó con María Pérez de Lara, hija de los condes Pedro González de Lara y Ava, con quien tuvo los siguientes hijos:
- Fernando Pérez de Castro «Potestad», casado con Teresa Bermúdez, con sucesión.[d][e]
- Gómez Pérez de Castro, tenente en el alfoz de Santullán.[5]
- Elo Pérez de Castro, primera abadesa del monasterio de Santa Cruz de Valcárcel, fundado por sus padres.[f]
- María Pérez, también llamada María de Aragón.[g]
- Milia Pérez de Castro[5]

| Predecesor: - | Maestre de la Orden de Santiago 1170-1184 | Sucesor: Fernando Díaz |